# 萬壽站 (仁川地鐵)
萬壽站（：／ Mansu yeok */?）是仁川地鐵2號線沿線的一座地下車站，位於韓國仁川廣域市南洞區萬壽洞。

## 車站結構
站體為2面2線側式月台的地下車站，候車月台設有月台幕門，並有4處出口。

### 月台配置
| 沙丘市場 ↑ |
| \| 上      |
| ↓ 南洞區廳 |

| 月台 | 路線               | 目的地                                             |
| ---- | ------------------ | -------------------------------------------------- |
| 上行 | ●仁川都市铁道2号线 | 朱安、石南、西區廳、亞運會賽場、黔岩、黔丹梧柳方向 |
| 下行 | ●仁川都市铁道2号线 | 南洞區廳、仁川大公園、雲宴方向                     |

## 歷史
- 2016年7月30日：落成啟用[1]。

## 車站周邊
- 文一女子高校
- 仁壽初等學校
- 萬壽中學
- 萬壽市場
- 南洞區都市管理公團

## 相鄰車站
仁川交通公社
●仁川都市铁道2号线
沙丘市場（I223）－萬壽（I224）－南洞區廳（I225）